# Алин, Оскар
Оскар Юзеф Алин (швед. Oskar Josef Alin; 22 декабря 1846, Фалун, Швеция — 31 декабря 1900, Стокгольм) — шведский историк, политолог, педагог, профессор риторики и политологии и ректор Уппсальского университета (1882—1900). Консервативный политик.

## Биография
Оскар Алин родился в Фалунь во время путешествия его родителей. Отец,  Оскар Юнас Алин, работал аудитором в Лександе; дедушка Юнас Алин был губернатором округа Сетер и восточных долин .По матери был потомком Кристофера Польхема. Когда ему было 3 года, умер отец.
С 1865 года обучался в Уппсальском университете. В 1871 году получил степень бакалавра. Работал ассистентом у учёных-историков Хенрика Рейтердаля и Вильгельма Сведелиуса.
В мае 1872 года Оскар Алин защитил докторскую диссертацию. Стал доцентом политологии, а в 1882 году — профессором риторики и политологии Уппсальского университета.
В 1876—1882 годах Алин, помимо своей работы в университете возглавлял Уппсальскую высшую начальную школу для девочек. Среди его учениц была Виктория Баденская, супруга короля Швеции Густава V (будущей королеве Швеции в 1907—1930 годах, матери короля Швеции Густава VI Адольфа, которой он преподавал историю и культуру Швеции. Кроме того, был преподавателем у Оскара Бернадота и Карла Шведского.
Член консервативно-протекционистской партии. С 1888 года — член нижней палаты парламента Швеции. В 1899 году оставил Риксдаг, за год до смерти был избран ректором университета Уппсалы (1899—1900).
Член Шведской королевской академии словесности, Королевского общества по публикации рукописей об истории Скандинавии, Королевского общества наук Уппсалы, Королевского общества гуманитарных наук Уппсалы,
Похоронен на Старом кладбище Уппсалы.

## Научная деятельность
Автор ряда работ по средневековой и современной ему истории Швеции.

## Избранные публикации
- Bidrag till svenska rådets historia under medeltiden (Уппсала, 1872);
- Sveriges historia, 1511—1611 (Стокгольм, 1878);
- Bidrag till svenska statskickets historia (Стокгольм, 1884—1887);
- Den svensk-norsk unionen (Стокгольм, 1889—1891);
- Fjerde artiklen af fredstraktaten i Kiel (Стокгольм, 1899);
- Carl Johan och Sveriges yttre politik, 1810—1815 (Стокгольм, 1899);
- Carl XIV Johan och rikets ständer, 1840—1841 (Стокгольм, 1893).

Редактировал также издание Svenska riksdagsakter, 1521—1554 (Стокгольм, 1887) и Sveriges grundlagar (Стокгольм, 1892).

## Награды
- Орден Полярной звезды